# 金地集团

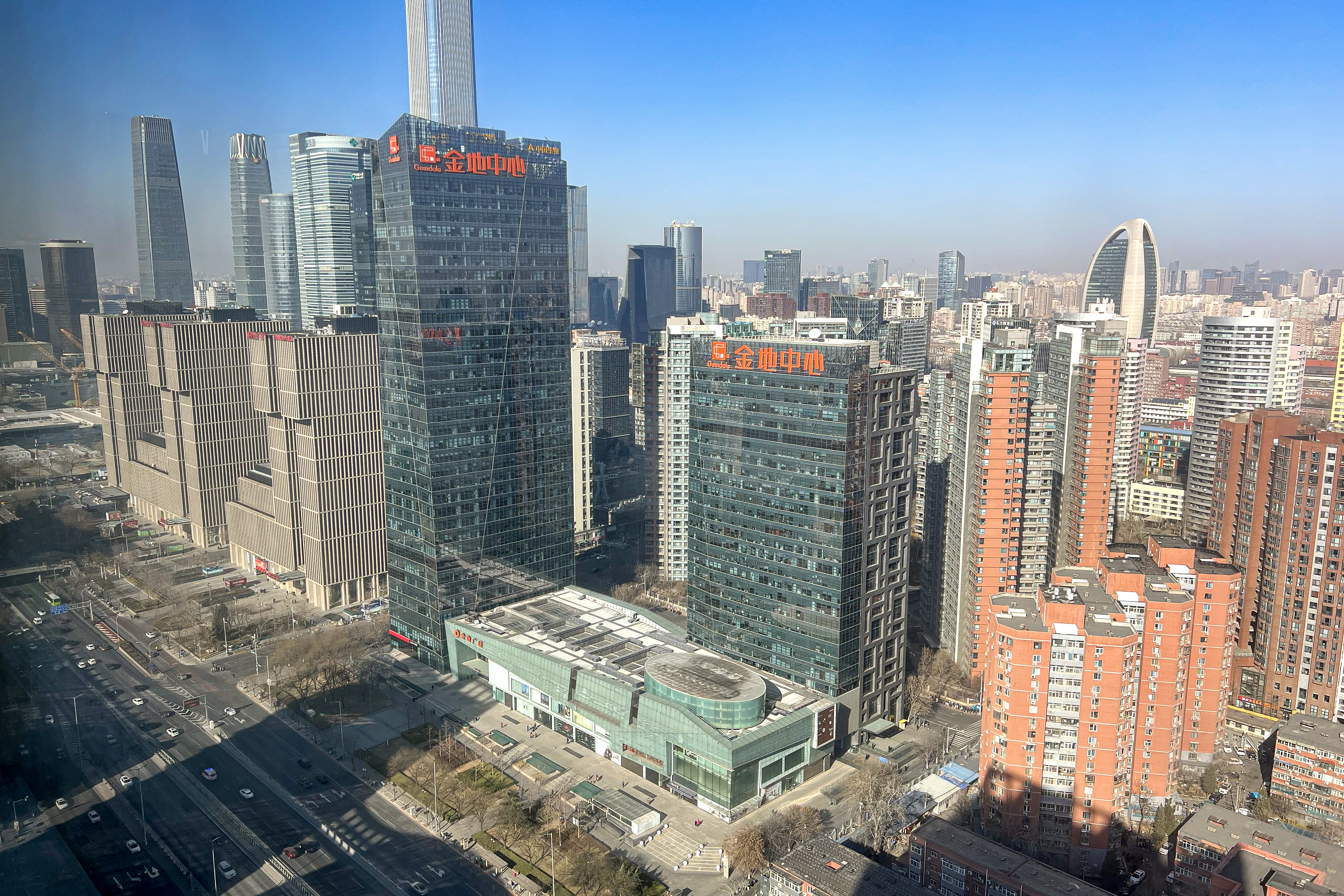
北京金地中心

金地（集团）股份有限公司，简称金地或金地集团，证券简称：金地集团、上交所：600383，证券曾用简称：G金地。公司总股本447150.86万股（2010年3季度），总部位于广东省深圳市福田区福强路金地商业大楼，现任董事长为凌克。
金地最初是福田区的国企，经过国企改制逐步退出稀释了国资比例，目前仅深圳国资委透过福田投资控股有限公司少量持有。

## 历史
2011年，金地集團子公司輝煌商務計劃以8.36億元向華人置業收購至祥置業的股權，但有關交易最終告吹。
2012年9月14日中國四大龍頭發展商之一金地集團全資子公司輝煌商務，斥資16.54億港元向FCL（CHINA）收購星獅地產（金地商置前身），約56.05%股權，總發行38.475億股。
金地集團為支付上述交易，已於2012年9月14日於向渣打銀行（香港）簽訂借貸協議進行貸款，申請25億元借款額度，年期為12個月。